# Linjär differentialekvation
Med linjär differentialekvation menas en differentialekvation där den sökta funktionen och dess derivator endast uppträder linjärt.

## Lösning av linjära differentialekvationer
Att lösa en differentialekvation innebär att finna en funktion som uppfyller ekvationen. Då differentialekvationen är inhomogen skiljer man på partikulärlösningen och den homogena lösningen. 

## Exempel
Linjär, andra ordningens ekvation:
{\displaystyle {\frac {d^{2}u}{dx^{2}}}+x{\frac {du}{dx}}=e^{x}}
Linjär, tredje ordningens ekvation i två variabler:
{\displaystyle {\frac {\partial ^{3}u}{\partial x^{3}}}+xy{\frac {\partial ^{2}u}{\partial x\partial y}}+u=0}
Olinjär, första ordningens ekvation:
{\displaystyle \left({\frac {du}{dx}}\right)^{3}-u=5x}